# برنهارد كورتي
برنهارد كورتي (بالألمانية: Bernhard H. Korte) (من مواليد 3 نوفمبر 1938 في بوتروب، ألمانيا) هو عالم رياضيات وحاسوب ألماني. عمل أستاذًا في جامعة بون، وخبيرًا في الإستمثال التوافقي.

## حياته
حصل برنهارد كورتي على درجة الدكتوراه من جامعة بون في عام 1967. كانت أطروحته بعنوان ("مساهمات في نظرية الطبقات الوظيفية هاردي") - (بالألمانية: Beiträge zur Theorie der Hardychen Funktionenklassen)، وكان يشرف عليها ارنست بيشل ووالت تيم. حصل على شهادة التأهل للأستاذية في عام 1971، وشغل مناصب هيئة التدريس لفترة وجيزة في جامعة ريغنسبورغ وجامعة بيليفيلد قبل التحاقه بجامعة بون كعضو هيئة تدريس في عام 1972 في جامعة بون. عمل كورتي كمدير لمعهد بحوث الرياضيات المنفصلة.

## الجوائز والتكريمات
في عام 1997، حصل كورتي على جائزة الدولة في شمال الراين-وستفاليا. وفي عام 2002 حصل على وسام استحقاق جمهورية ألمانيا الاتحادية. وهو أيضا حائز على جائزة هومبولت وعضو في الأكاديمية الألمانية للعلوم ليوبولدينا.